# Чемпіонат України з гандболу серед жінок 2012—2013
Чемпіонат України з гандболу серед жінок 2012/2013 — 22-й сезон жіночого чемпіонату України з гандболу. Вдруге в історії (і вдруге поспіль) золоті медалі здобули «Карпати» (Ужгород).
Оскільки «Карпати» гарантували собі чемпіонство за кілька турів до кінця, одразу після завершення гри останнього туру 9 травня 2013 року в Ужгороді відбулась офіційна церемонія нагородження чемпіонок і закриття чемпіонату.

## Суперліга
| № | Команда                    | І  | В  | Н | П  | М        | О  |
| - | -------------------------- | -- | -- | - | -- | -------- | -- |
|   | «Карпати» Ужгород          | 36 | 35 | 0 | 1  | 1294-844 | 70 |
|   | «Галичанка» Львів          | 36 | 29 | 1 | 6  | 1064-821 | 59 |
|   | «Дніпрянка» Херсон         | 36 | 21 | 3 | 12 | 988-954  | 45 |
| 4 | ПУ-ДПС-БВУФК (Ірпінь)      | 36 | 15 | 1 | 20 | 992-990  | 31 |
| 5 | «Спартак» Київ             | 36 | 12 | 2 | 22 | 980-1099 | 26 |
| 6 | «Спарта» Кривий Ріг        | 36 | 6  | 1 | 29 | 903-1166 | 13 |
| 7 | РЕАЛ-МОШВСМ-НУК (Миколаїв) | 36 | 4  | 0 | 32 | 970-1317 | 8  |

## Символічна збірна
За версією газети «Команда»:

## Найкраща гравчиня
За опитуванням капітанів і тренерів команд Суперліги, а також тренерів національної збірної найкращою гандболісткою України 2012/13 визнано Наталію Туркало («Карпати»):
| М   | Гравчиня                | Клуб         | О  | 1 м. | 2 м. | 3 м. |
| --- | ----------------------- | ------------ | -- | ---- | ---- | ---- |
| 1.  | Наталія Туркало         | «Карпати»    | 35 | 10   | 2    | 1    |
| 2.  | Ірина Стельмах          | «Галичанка»  | 15 | 2    | 4    | 1    |
| 3.  | Юлія Андрійчук          | ПУ-ДПС-БВУФК | 14 | 1    | 3    | 5    |
| 4.  | Єлизавета Гілязетдінова | «Галичанка»  | 8  | 1    | 2    | 1    |
| 5.  | Дарина Матвієнко        | «Спартак»    | 5  | -    | 2    | 1    |
| 6.  | Анастасія Метельська    | «Дніпрянка»  | 4  | -    | 1    | 2    |
| 7.  | Вікторія Цибуленко      | «Спарта»     | 4  | 1    | -    | 1    |
| 8.  | Тамара Смбатян          | «Галичанка»  | 3  | -    | -    | 3    |
| 9.  | Ірина Компанієць        | «Спарта»     | 3  | -    | 1    | 1    |
| 10. | Юлія Приходько          | «Спартак»    | 3  | 1    | -    | -    |
| 11. | Інна Малюченко          | «Карпати»    | 2  | -    | 1    | -    |